# Południowa Afryka na Letnich Igrzyskach Olimpijskich 1992
Południowa Afryka na Letnich Igrzyskach Olimpijskich 1992, reprezentowana była przez 93 sportowców (68 mężczyzn i 25 kobiet). Reprezentanci Południowej Afryki sięgnęli zaledwie po dwa srebrne medale. Południowa Afryka powróciła do występów na letnich olimpiadach po 32 latach, po zniesieniu apartheidu w tym kraju.

## Medaliści

### Srebra
- Elana Meyer — Lekkoatletyka, Bieg na 10000 m kobiet

- Wayne Ferreira oraz Piet Norval — Tenis ziemny, gra podwójna kobiet